# Confine tra Lituania e Russia
Il confine tra la Lituania e la Russia descrive la linea di demarcazione tra questi due Stati. Ha una lunghezza di 227 km.

## Caratteristiche

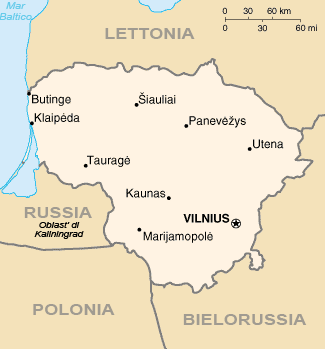
Mappa della Lituania.

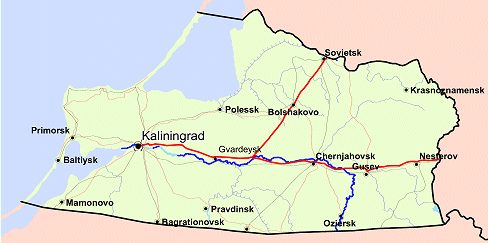
Mappa dell'oblast' di Kaliningrad. Al nord il confine con la Lituania.

Il confine riguarda la parte sud-occidentale della Lituania. Per quanto attiene alla Russia, il confine interessa l'exclave russa dell'oblast' di Kaliningrad. Ha un andamento generale da nord-ovest a sud-est.
Inizia dal mar Baltico e termina alla triplice frontiera tra Lituania, Polonia e Russia.
Per più di cento km il confine corre lungo il fiume Nemunas, mentre altri 51 km sono segnati da parte del corso del fiume Šešupė. Uno dei ponti più celebri che collega i due Stati è il ponte della regina Luisa.

## Regioni interessate
Sono tre le contee della Lituania interessate dal confine. Dal lato russo figura solo la regione di Kaliningrad:
- Russia
  - Oblast' di Kaliningrad
- Lituania
  - Contea di Marijampolė
  - Contea di Tauragė
  - Contea di Klaipėda